# La Saussaye
La Saussaye är en kommun i departementet Eure i regionen Normandie i norra Frankrike. Kommunen ligger i kantonen Amfreville-la-Campagne som tillhör arrondissementet Bernay. År 2022 hade La Saussaye 1 914 invånare.

## Befolkningsutveckling
Antalet invånare i kommunen La Saussaye
Referens:INSEE